# Ratpenat de Nicholls
El ratpenat de Nicholls (Ardops nichollsi) viu a Dominica, Guadeloupe, Martinica, Montserrat, les Antilles Holandeses, Saint Lucia i Saint Vincent i les Grenadines.

## Subespècies
- Ardops nichollsi annectens
- Ardops nichollsi koopmani
- Ardops nichollsi luciae
- Ardops nichollsi montserratensis
- Ardops nichollsi nichollsi